# Мария Ермолова (судно)
Мария Ермолова — двухпалубное пассажирское судно класса Мария Ермолова, построенное по советскому заказу на верфи Titovo Brodogradiliste в Кральевице (Югославия) в 1974 году и переклассифицированное согласно данным Российского морского регистра судоходства в круизное судно. Судно было названо в честь советской актрисы, первой народной артистки Республики Марии Ермоловой.

## История
Судно под заводским номером 406 было построено на югославской верфи Titovo Brodogradiliste в хорватской Кральевице и передано советскому заказчику в 20 декабря 1974 года. 24 декабря судно отправилось из Кральевице в Мурманск. Первоначально собственником судна стало ГП Мурманское морское пароходство ММФ СССР, преобразованное в 1992 году в ОАО Мурманское морское пароходство. В 1975 году судно обслуживало линию Мурманск-Архангельск и после гарантийного осмотра в Югославии в 1976 году снова вернулось на эту линию. В 1977 году совершало круизы по Балтийскому морю и осуществляло перевозки между Таллином и Хельсинки. Летом 1978 года снова совершало круизы по Балтийскому морю. С февраля по апрель 1979 года Мария Ермолова снова прошла гарантийный осмотр в Кральевице. В советский период судно совершало не только круизы в прибрежных морях, но и перевозило контингенты советских военных специалистов на Кубу и обратно. После распада Советского Союза судно сменило порт приписки на Новороссийск, откуда ушло в южные широты и совершило 8 рейсов в Антарктиду с иностранными туристами, что оказалось для судна более серьёзной задачей, чем шоп-туры в турецкий Стамбул, а в 2007 году ушло на Каспий в Астрахань, где эксплуатируется по программе СК «Каспийская круизная линия». Первый рейс на Каспии по маршруту Актау-Баку-Махачкала-Астрахань-Актау состоялся 5 −11 октября 2007 года.

## На борту
Для пассажиров имеются рестораны, кафе, музыкальный салон, бассейн, солярий, кондиционирование воздуха, все каюты с удобствами. Судно может перевозить до 900 м³ груза и 20 легковых автомашин.